# 로버트 플루치크
로버트 플루칙(Robert Plutchik, 1927년 10월 21일 ~ 2006년 4월 29일)은 알베르트 아인슈타인 의과대학의 명예교수이자 사우스플로리다 대학교의 겸임교수를 지낸 미국의 심리학자이다. 그는 컬럼비아 대학교에서 박사 학위를 받았다. 260편 이상의 논문, 45편의 챕터, 8권의 책을 저술하거나 공동 저술했으며 7권의 책을 편집했다. 그의 연구 관심사는 정서, 자살 및 폭력, 심리요법 과정에 대한 연구를 포함했다.

## 초기 생애 및 교육
플루칙은 1927년 10월 21일 뉴욕 브루클린에서 재단사 레온 플루칙과 리비 (솔로) 플루칙의 아들로 태어났다. 그는 장학금을 받고 시티 칼리지 오브 뉴욕에 진학하여 1949년에 졸업했으며, 나중에 컬럼비아 대학교에서 석사(1950) 및 박사(1952) 학위를 취득했다.

## 경력
경력 동안 플루칙은 호프스트라 대학교(1951-1967), 컬럼비아 대학교(1967-1968), 브롱스 주립 병원(1968-1971)을 포함한 여러 기관에서 가르쳤으며, 1971년에 알베르트 아인슈타인 의과대학의 교수가 되었고 나중에 사우스플로리다 대학교의 겸임교수가 되었다. 그는 미국 심리학회의 회원이자 전문 학회들의 활발한 회원이었다.
플루칙은 광범위하게 출판했는데, 초기 저서인 "감정: 사실, 이론, 그리고 새로운 모델(1962)"은 감정 연구가 아직 틈새 관심사였을 때 이 분야에 상당한 기여를 했다. 그의 후기 저서인 "감정과 삶: 심리학, 생물학, 진화의 관점(2003)"은 감정의 표현과 발달에서부터 신경학적 및 사회적 역할에 이르기까지 감정의 다양한 측면을 탐구했다.
그의 주요 이론적 기여 중 하나로 플루칙은 감정이 진화적 적응이며, 필수적인 생존 기능을 수행하고 종 전반에 걸쳐 존재한다고 제안했다. 그는 또한 감정이 성격 특성과 정신과 진단의 기초를 형성한다는 아이디어를 도입했다. 그의 모델은 기본 감정이 어떻게 상호작용하여 행동과 정신 건강에 영향을 미치는지 보여주었다.
학계를 넘어 플루칙은 예술가, 조각가, 시인이었다. 그의 예술 작품은 2006년에 출판된 "감정의 세계: 로버트 플루칙의 시, 판화, 조각"에 수록되었다.

## 감정 이론
플루칙은 일반적인 감정 반응에 대한 정신진화적 분류 접근법을 제안했다. 그는 8가지 기본 감정인 노여움, 공포, 슬픔, 혐오, 놀라움, 예측, 신뢰, 환희를 식별했다. 플루칙은 이들 감정 각각이 높은 생존 가치를 지닌 행동의 촉발제임을 보여줌으로써 이들 감정의 원시성을 주장하는데, 예를 들어 공포가 투쟁-도피 반응을 불러일으키는 방식이 그렇다.
플루칙의 기본 감정에 대한 정신진화론은 10가지 가설을 포함한다.
1. 감정의 개념은 모든 진화 수준에 적용되며 인간을 포함한 모든 동물에 적용된다.
2. 감정은 진화의 역사를 가지고 있으며, 다른 종에서 다양한 표현 형태로 진화했다.
3. 감정은 환경이 제시하는 주요 생존 문제에 대처하는 데 유기체를 돕는 적응적 역할을 했다.
4. 다른 종에서 감정의 표현 형태가 다르더라도 식별할 수 있는 특정 공통 요소, 즉 원형 패턴이 있다.
5. 소수의 기본, 원시 또는 원형 감정이 존재한다.
6. 다른 모든 감정은 혼합되거나 파생된 상태이다. 즉, 기본 감정의 조합, 혼합 또는 복합체로 발생한다.
7. 기본 감정은 가설적 구성체 또는 이상화된 상태이며, 그 특성과 특징은 다양한 종류의 증거로부터만 추론될 수 있다.
8. 기본 감정은 양극 대립 쌍의 관점에서 개념화될 수 있다.
9. 모든 감정은 서로 유사한 정도에서 차이가 있다.
10. 각 감정은 강도 또는 각성 수준에서 다양한 정도로 존재할 수 있다.[6][7]

### 플루칙의 감정 바퀴

플루칙의 감정 바퀴

플루칙은 또한 다른 감정을 설명하기 위해 감정 바퀴를 만들었다. 플루칙은 1980년에 감정 간의 관계를 설명하기 위해 원뿔형 모델(3D) 또는 바퀴형 모델(2D)을 처음 제안했다.
그는 8가지 기본 양극 감정을 제안했다: 환희 대 슬픔; 노여움 대 공포; 신뢰 대 혐오; 놀라움 대 예측. 또한 그의 원형 모델은 감정 원형과 색상환의 아이디어 사이의 연결을 만든다. 색상과 마찬가지로 기본 감정은 다른 강도로 표현될 수 있으며 서로 혼합되어 다른 감정을 형성할 수 있다.
이 이론은 심리적 방어기제에 대한 설명을 제공하기 위해 확장되었다.틀:By whom 플루칙은 8가지 방어기제가 8가지 핵심 감정의 발현이라고 제안했다.
|  | 자극 사건              | 추론된 인지          | 감정         | 행동                  | 효과      |
|  | ---------------------- | -------------------- | ------------ | --------------------- | --------- |
|  | 위협                   | "위험"               | 두려움, 공포 | 달리기 또는 도피      | 보호      |
|  | 장애물                 | "적"                 | 분노, 격분   | 물어뜯기, 때리기      | 파괴      |
|  | 잠재적 짝              | "소유"               | 기쁨, 황홀경 | 구애, 짝짓기          | 번식      |
|  | 소중한 사람의 상실     | "고립"               | 슬픔, 비탄   | 도움 요청을 위한 울음 | 재통합    |
|  | 그룹 구성원            | "친구"               | 수용, 신뢰   | 털 고르기, 공유       | 소속      |
|  | 끔찍한 대상            | "독"                 | 혐오, 역겨움 | 구토, 밀어내기        | 거부      |
|  | 새로운 영역            | "저 밖에 뭐가 있지?" | 예측         | 검토, 지도 그리기     | 탐색      |
|  | 갑작스러운 새로운 대상 | "그게 뭐지?"         | 놀라움       | 멈춤, 경고            | 방향 설정 |

## 영향
플루칙의 감정에 대한 연구, 특히 그의 감정 바퀴는 심리학 및 관련 분야에 상당한 영향을 미쳤다. 그의 감정 모델은 심리학 연구, 치료, 마케팅, 인공지능 및 미디어 연구에 널리 사용되어 왔다.

### 심리학 및 정신의학
플루칙의 감정에 대한 진화론적 접근은 정서 처리 및 정신 건강의 현대 이론을 형성하는 데 도움이 되었다. 그는 감정이 생존에 필수적인 적응 기능을 수행하며, 임상 심리학 및 정신의학과 같은 분야에 영향을 미친다고 주장했다. 그의 연구는 불안, 우울증, 양극성 장애를 포함한 정서 장애를 이해하는 데 사용되었으며, 이를 기본 및 혼합 감정의 틀에 매핑했다.
그의 모델은 또한 감정을 식별, 처리 및 조절하는 것을 강조하는 감정 중심 치료 (EFT)에 영향을 미쳤다. EFT 치료사들은 플루칙의 틀을 사용하여 내담자들이 복잡한 감정 경험을 탐색하도록 돕는다.

### 심리학을 넘어선 응용 분야
플루칙의 작업은 심리학을 넘어 다양한 분야로 확장되었다.
- 인공지능 및 인간-컴퓨터 상호작용: 그의 감정 모델은 감성 분석, 챗봇, 감성 컴퓨팅 개선을 위한 AI 개발에 사용되었으며, 기계가 인간의 감정을 인식하고 반응하는 데 활용된다.[11]

- 마케팅 및 소비자 행동: 연구자들은 그의 감정 프레임워크를 브랜드 애착, 광고 전략, 소비자의 의사 결정 과정 분석에 적용했다.[12][13]

- 미디어 및 문학 연구: 학자들은 그의 모델을 사용하여 영화와 문학에서 캐릭터 발달 및 감정적 스토리텔링을 조사했다.[14][15][16]

플루칙의 감정 바퀴는 인간 감정을 가장 잘 나타내는 시각적 표현 중 하나로 남아 있으며, 그의 진화론적 관점은 심리학 및 신경과학 연구뿐만 아니라 대중문화에도 계속 영향을 미치고 있다.

## 출판물
- Small Group Discussion in Orientation and Teaching (Putnam, 1959).
- The Emotions: Facts, Theories, and a New Model (Random House, 1962).
- Theories of Emotion (Academic Press, 1980).
- Emotion: A Psychoevolutionary Synthesis (Harper and Row, 1980).
- Foundations of Experimental Research (Harper and Row, 1983).
- Emotions in Early Development (Elsevier Science and Technology, 1983).
- Biological Foundations of Emotion (Elsevier Science and Technology, 1985).
- Emotion, Psychopathology, and Psychotherapy (Academic Press, 1989).
- The Measurement of Emotions (Elsevier Science and Technology, 1989).
- The Emotions (University Press of American, 1991).
- The Psychology and Biology of Emotion (Harper Collins, 1994).
- Emotions in the Practice of Psychotherapy: Clinical Implications of Affect Theories (American Psychological Association, 2000).
- Emotions and Life: Perspectives from Psychology, Biology, and Evolution (American Psychological Association, 2003).

## 개인 생활 및 사망
플루칙은 1962년에 아니타 프라이버그와 결혼하여 세 자녀를 두었다. 그는 2006년 4월 29일 새러소타에서 78세의 나이로 사망했다.

## 내용주
1. ↑  “Robert Plutchik”. 《American scientist》. Sigma Xi, The Scientific Research Society. 2017년 2월 19일에 원본 문서에서 보존된 문서. 2017년 9월 1일에 확인함.
2. 1 2 3  〈Robert Plutchik〉. 《Gale Literature: Contemporary Authors》. Gale. 2001.
3. 1 2 3 4 5 6 7 8  Buck, Ross; Oatley, Keith (February 2007). 《Robert Plutchik (1927-2006)》. 《American Psychologist》 62. 142쪽.
4. ↑  Plutchik, R. (1980). A general psychoevolutionary theory of emotion. In R. Plutchik & H. Kellerman (eds.), Emotion: Theory, research and experience, Theories of emotion (Vol. 1, pp. 3–33). New York: Academic Press.
5. ↑  Plutchik, Robert (1982). 《A psychoevolutionary theory of emotions》. 《Social Science Information》 21. 529–553쪽. doi:10.1177/053901882021004003. S2CID 144109550.
6. ↑  “Basic Emotions—Plutchik”. 《Personality research》. 2017년 9월 1일에 확인함.
7. 1 2  Plutchik, Robert; Kellerman, Henry (1980). 《Theories of emotion》. New York: Academic Press. ISBN 0125587015. OCLC 6814085.
8. ↑  Fleming, Wesley H. (2023). 《The Moral Injury Experience Wheel: An Instrument for Identifying Moral Emotions and Conceptualizing the Mechanisms of Moral Injury》. 《Journal of Religion & Health》 62. 194–227쪽. doi:10.1007/s10943-022-01676-5. based on the widely recognized usefulness of Plutchik's Wheel of Emotions
9. ↑  Imbir, K.K. (2017). 〈Psychoevolutionary Theory of Emotion (Plutchik)〉.   Zeigler-Hill, V.; Shackelford, T. 《Encyclopedia of Personality and Individual Differences》. Springer. 2025년 3월 24일에 확인함.
10. ↑  Watson, Jeanne C. (June 2017). 《Emotion-Focused Psychotherapy for GAD: Individual Case Comparison of a Good and Poor Outcome Case》. 《Person-Centered & Experiential Psychotherapies》 16. 118–139쪽. doi:10.1080/14779757.2017.1330707.
11. ↑  Kumar, Pravin; Vardhan, Manu (2022). 《PWEBSA: Twitter Sentiment Analysis by Combining Plutchik Wheel of Emotion and Word Embedding》. 《International Journal of Information Technology》 14. 69–77쪽. doi:10.1007/s41870-021-00767-y.
12. ↑  Havlena, William J.; Holbrook, Morris B. (December 1986). 《The Varieties of Consumption Experience: Comparing Two Typologies of Emotion in Consumer Behavior》. 《Journal of Consumer Research》 13. 394–404쪽. doi:10.1086/209078.
13. ↑  Wang, Xi; Tang, Liang (January 2019). 《More than Words: Do Emotional Content and Linguistic Style Matching Matter on Restaurant Review Helpfulness?》. 《International Journal of Hospitality Management》 77. 438–447쪽. doi:10.1016/j.ijhm.2018.08.007.
14. ↑  Ryzik, Melena (2024년 8월 11일). “How Pixar Helped Change Therapy”. 《New York Times》. 2025년 3월 24일에 확인함.
15. ↑  Cohen-Kalaf, Miki; Lanier, Joel (2022). 《Movie Emotion Map: An Interactive Tool for Exploring Movies According to Their Emotional Signature》. 《Multimedia Tools and Applications》 81. 14663–14684쪽. 2025년 3월 24일에 확인함.
16. ↑  Vojković, Jelena (2020). 《Film Costume as a Visual Narrative Element: Defining the Abstract Emotions of the Film Viewer via Plutchik’s Wheel of Emotions》. 《Textile & Leather Review》 3. 92–100쪽. 2025년 3월 24일에 확인함.
17. ↑  Craik, Laura (2023년 11월 17일). “Does This Colour Wheel of Emotions Reveal What Kate's Feeling?”. 《Daily Mail》. 18면. 2025년 3월 24일에 확인함.
18. ↑  Connell, Claudia (2022년 2월 9일). “Want to Boost Your Emotional IQ? Just Spin the Wheel!”. 《Daily Mail》. 24면. 2025년 3월 24일에 확인함.
19. ↑  “Plutchik Freyberg”. 《The New York Times》. 1962년 7월 2일. 25면. 2025년 3월 24일에 확인함.
20. ↑  “Robert Plutchik”. 2006년 5월 2일. 2025년 3월 24일에 확인함.